# Джарджанский хребет
Джарджанский хребет (также Дярдянский хребет) — один из малых хребтов в Якутии, в системе Верхоянского хребта, расположенный к востоку от хребта Орулган.
Протяжённость хребта составляет около 230 км. Высота — до 1872 м (гора Верхний Мере-Балаганнах). Хребет не имеет
чётких границ, условно с юга его ограничивает долина реки Сынча, с севера — долина реки Бёсюке, к востоку находится хребет Орулган, а к западу Джарджанский хребет постепенно понижается к долине и пойме реки Лена. Для хребта характерны эрозионно-тектонические и денудационные плоскогорья (абсолютные высоты до 1500 м) с широким развитием реликтов древних выравненных поверхностей. Характерны высоты горных вершин от 1000 м и выше, отдельные пики превышают 1800 м над уровнем моря: Верхний Мере-Балаганнах (1872 м), Абаланджа-Кюель (1859 м) и другие, большинство из которых не имеют собственного названия.
Хребет сильно расчленён долинами рек, которые образуют густую сеть: Нёлон, Натара, Джарджан, Уэль-Сиктях и другие. Долины рек покрыты редкостойными лиственничными лесами, на высокогорье преобладает каменистая тундра.